# ショットクロック・マスターズ
ショットクロック・マスターズは毎年6月に開催されるヨーロピアンツアーの大会。1990年に開始され、1996年までヨーロピアンツアーとしてスポンサーの変更に応じて名称を変えながら毎年行われた。1997年から2005年までの間はチャレンジツアーに降格し、2006年にヨーロピアンツアーに戻った。2018年の試合はショットクロックを採用した最初のプロトーナメントとなった。2010年以降、このトーナメントはウィーンの西35kmのアッツェンブルーク(Atzenbrugg)にあるダイアモンド・カントリー・クラブで開催されている。